# John Eaton
John Charles Eaton (Bryn Mawr, Pennsilvània, 30 de març, 1935 - Manhattan (Nova York), 2 de desembre, 2015) va ser un compositor nord-americà.
Eaton va assistir a la Universitat de Princeton, on es va graduar el 1957. Més tard va viure a Roma (1957–68), tornant a Princeton per obtenir un doctorat el 1970. Posteriorment va ocupar càrrecs de professor a la Universitat d'Indiana (1970–92) i la Universitat de Chicago (1989–99).
Eaton va ser un destacat compositor de música microtonal, i va treballar amb Paul Ketoff i Robert Moog durant la dècada de 1960 en el desenvolupament de diversos tipus de sintetitzadors. En particular, va participar en el desenvolupament, l'ús i, finalment, la comercialització sense èxit del SynKet. Va idear un gènere compositiu anomenat òpera de butxaca, òperes per a un petit repartiment de vocalistes i un grup de cambra, i va compondre obres d'òpera de butxaca com Peer Gynt, Let's Get This Show on the Road i The Curious Case de Benjamin Button.
Les seves òperes inclouen El crit de Clitemnestra (1980), un relat d'alguns dels esdeveniments que envolten la guerra de Troia des de la perspectiva de Clitemnestra, l'esposa d'Agamèmnon, que va ser aclamada com la primera òpera feminista. Es va estrenar a Bloomington, al "Indiana University Opera Theatre", l'1 de març de 1980, i va rebre una sèrie de produccions posteriors, sobretot a Nova York i Califòrnia. L'òpera d'Eaton, The Tempest, amb un llibret d'Andrew Porter segons William Shakespeare, es va estrenar a l'Òpera de Santa Fe el 27 de juliol de 1985, i posteriorment es va representar a la tardor de 1986 a la Indiana University School of Music.
Durant el seu mandat a la Universitat de Chicago, Eaton es va concentrar en obres per a grups més petits, incloses òperes de cambra que implicaven la participació dramàtica dels instrumentistes al costat dels cantants. Va fundar i va dirigir "The Pocket Opera Players", una companyia professional dedicada a la interpretació de les seves obres en aquest gènere, i ocasionalment les de companys compositors interessats en la forma. Va continuar dirigint els "Pocket Opera Players" a la ciutat de Nova York, després de la seva retirada de Chicago el 2001. Va rebre el Prix de Rome, una beca Guggenheim i una beca MacArthur.
Eaton va morir el 2 de desembre de 2015 després d'una hemorràgia cerebral. La seva dona Nelda Nelson-Eaton i dos fills, Estela i Julian, li sobreviuen.

## Òperes
- Ma Barker (llibret 1957–58)
- Herakles (llibret 1964; Octubre 10, 1968, Torí)
- Myshkin (Abril 23, 1973 Bloomington, Ind.)
- The Lion and Androcles (llibret 1973; Maig 1, 1974 Indianapolis)
- Danton and Robespierre (llibret 1978; Abril 21, 1978 Bloomington) Morgan 1992
- The Cry of Clytemnestra (llibret 1979–80; Març 1, 1980 Bloomington)
- The Tempest (llibret 1983–85; Juliol 27, 1985 Santa Fe) Morgan 1992
- The Reverend Jim Jones (llibret 1989)
- Let's Get This Show on the Road (llibret 1993)
- Golk (llibret 1995)
- Antigone (llibret 1999) Midgette 2004
- . . . inasmuch (llibret 2002) Midgette 2002
- King Lear (llibret 2003–2004)